# Musée préfectoral de Tottori

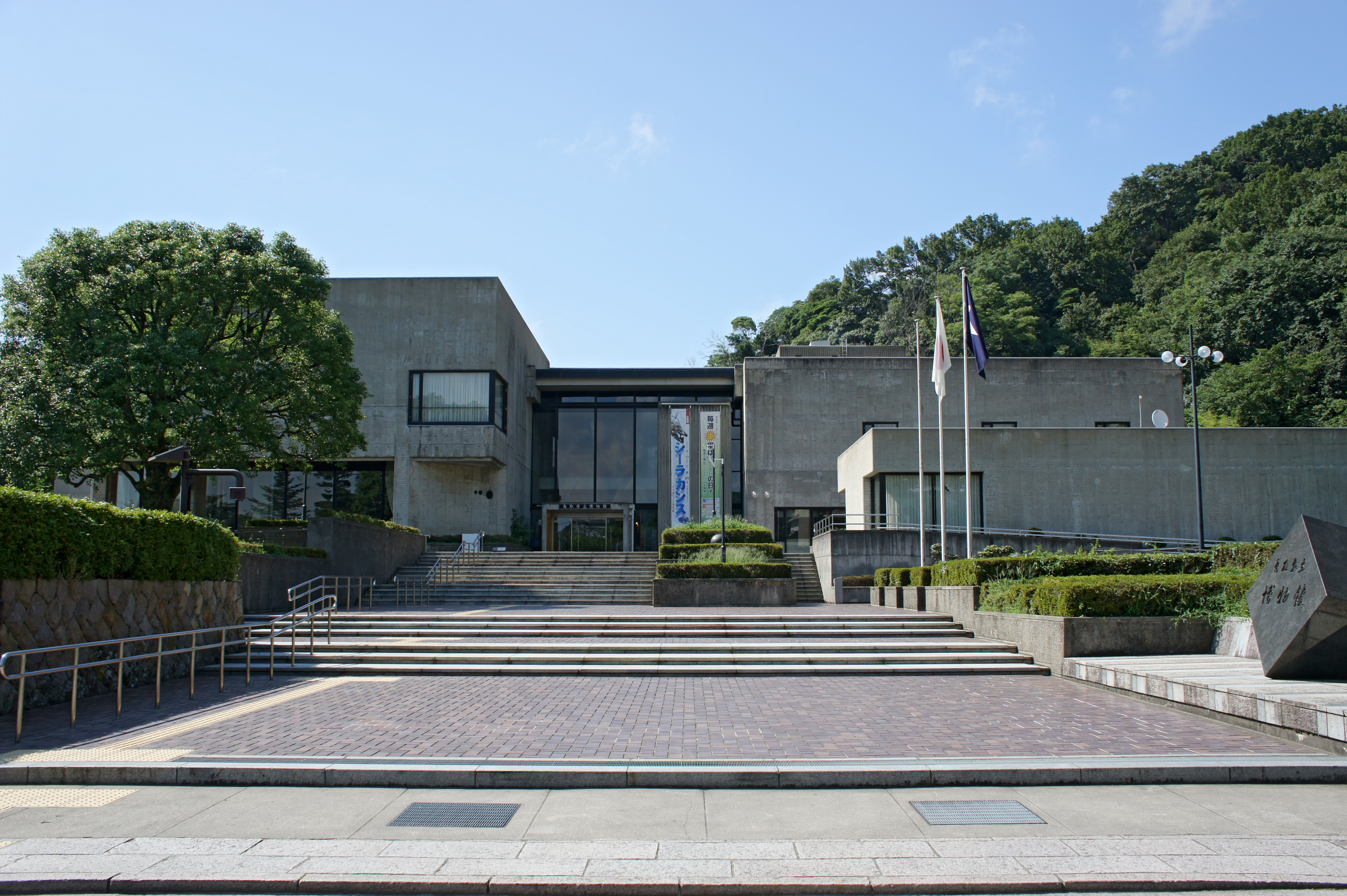
Musée préfectoral de Tottori

Le musée préfectoral de Tottori (鳥取県立博物館, Tottori Kenritsu Hakubutsukan) ouvre ses portes le 1er octobre 1972 à Tottori au Japon. Ce musée préfectoral est consacré à la nature, à l'histoire, au folklore et à l'art de la préfecture de Tottori. Plus de trois mille pièces de la collection permanente sont exposées et le musée organise également des expositions temporaires.